# アリー・アブドゥッラー・サーレハの政策
アリー・アブドッラー・サーレハの政策（-のせいさく）では、イエメン共和国の元大統領であるアリー・アブドッラー・サーレハが在任中に行った政策を、内政・外交・経済の三つの分野に分けて列挙する。

## 内政政策

### コオプテーション
サーレハ大統領のコオプテーション政策（潜在的な対抗勢力を体制内に取り込むこと）は主に二つの社会階層・勢力を対象に行われた。第一の対象は部族勢力であり、その始まりは旧北イエメン時代にさかのぼる。1987年から石油の輸出を開始し国家収入が急増したことを背景に、サーレハ大統領は各地域で政治的な影響力を持つ部族勢力をはじめとする様々な社会集団を優遇することで、彼らの支持を集めるようになった。サーレハ大統領が各地方を訪問する際や、地域コミュニティのリーダーがサナアの大統領府に赴いた際には、現金が手渡されていたと言われている。また、現金の受け渡しは地方自治省の部族事務局を通して行われることもあったようだ。
国外からの支援による開発プロジェクトもまた、サーレハ大統領が地方の有力者を優遇し、支持を得るための道具として使われていた。特にハーシド・バキール両部族連合の居住地であるイエメン北部にお府の開発・福祉政策や海外からの援助が優先的に行われた。
第二の対象は軍である。サーレハ大統領は軍や治安部隊のトップに自身と近い関係の人物を任命し、個人的なつながりを強化した。異母弟で第一機甲師団司令官のアリー・ムフシン・アル＝アフマルや、政権の中枢精鋭部隊である共和国警備隊と中央治安部隊のトップを務めるアフメド・アリ・アブドゥッラー・サーレフ・アル＝アフマール（サーレハ大統領の息子）やヤヒヤー（サーレハ大統領の甥）はその一例である。
南北イエメンの統一後、サーレハ大統領は石油産業から得られる収入のみならず、貿易・工業・サービス業など、幅広い分野における利権を上級の軍人に分配し始めた。それにより、彼らを参加させて利益の一部を与えない限りイエメンでのビジネスは絶対に成功しないという状況を作り上げた。
前者の部族に対する優遇は、1995年から国際通貨基金(IMF)・世界銀行（以下世銀）の支援を受けた構造調整プログラムがスタートすると同時に減少していったものの、後者の軍部への利権の分配は衰えを見せず、むしろ海外から流入する経済援助の額が増加することによって一層拡大した。
このように、サーレハ大統領は開発プロジェクトや新規ビジネスなどの様々な利権を利用して、潜在的な対抗勢力となりうる部族勢力や軍部を巧みに懐柔し、サーレハ大統領個人に対する忠誠心を育てていた。

### 旧南北イエメン統一
サーレハ大統領は1990年に南北イエメンが統一した際の北イエメンの大統領であり、統一後の大統領にも就任した。本項ではイエメン統一の経緯に軽く触れつつ、統一プロセスにおいてサーレハ大統領がとった役割、その後1994年に起きた内戦でのサーレハ大統領の対応について整理する。
1990年、北イエメンとイエメン人民民主共和国（旧南イエメン人民共和国、以下南イエメン）が統一し、イエメン共和国が誕生した。当時の北イエメン大統領であったサーレハ大統領と南イエメンの国家元首であったアリー・サリーム・アル＝ビード書記長が1987年に初めて会談し、南北間の自由通行に合意したことが統一の第一歩であった。
しかしながら、この統一は反対する勢力の拡大を恐れて急ピッチで進められたため、イエメン共和国は様々な不安定要素を抱えることになった。例としては、軍隊の再編成がなされず南北両軍が並存したことや、政府機関の人事が決まらず南北の行政が別々に機能していたことなどが挙げられる。また、1993年に行われた第一回国会選挙の結果により国民全体会議（GPC）とイエメン社会党（YSP）、イエメン改革党（イスラーハ）の三党からなる連立政権が誕生したが、YSPとイスラーハの政権内における対立が絶えなかった。対立の主な原因は、世俗・革新を掲げていたYSPがハーシド・バキール両部族連合への優遇政策に反発して急進的な改革を求めたところ、旧北イエメンの部族勢力とウラマー層からなる保守的なイスラーム政党であるイスラーハがそれに反発したからである。この対立関係の中、イスラーハの支持者によるYSP幹部への襲撃事件が続発したこと、YSPが保守的な政策を続けるサーレハ政権への不信感を募らせたことなどから、ビード副大統領をはじめとするYSP幹部の一部は1993年の夏以降アデンに引きこもり、連立政権は事実上崩壊した。この危機に対して国内外で様々な勢力が仲介を試みたものの失敗に終わり、1994年5月4日にイエメン内戦が勃発した。
内戦が本格化した翌日の5月5日、サーレハ大統領は非常事態宣言を発した。ビード副大統領の勢力（以下便宜上「南軍」と表記）を「統一を損なう分離主義者」と断じて「反乱軍」であるとし、南北間の内戦ではなく、あくまでも国際的な調停の必要がない国内問題として処理しようとした。圧倒的な軍事的優位に立つサーレハ大統領側の勢力（以下便宜上「北軍」と表記）は順調に南下し、開戦から1～2週間後には南軍の立てこもるアデンを包囲した。
一方劣勢に立たされたビード副大統領は、5月21日に「イエメン民主共和国」の建国を宣言することで、外交戦略によって戦況を立て直そうとした。この宣言への反応として、6月1日に国連安全保障理事会が開かれ、即時停戦などを求める決議が採択された。また6月4日には湾岸協力会議の外相会議において「イエメン民主共和国」の独立を暗黙裡に認める声明が発表された。サーレハ大統領はそのどちらにも内政干渉だとして強く抗議したが、6月7日から停戦に入る姿勢を明らかにした。しかし北軍は停戦を守らず、戦闘を続行した。その後もサーレハ大統領と北軍は国際連合やアメリカ合衆国、ロシアなどの調停を受け、停戦の合意や安保理決議の受け入れをその都度発表するも、実際に戦闘を停止することはなく、そのまま7月7日にアデンを制圧した。

### 反体制勢力への対応

#### アンサール・アッラー（フースィー派）
アンサール・アッラー（通称フースィー派）は、1970年から80年代にかけてイエメン北部のザイド派地域、特にその中心地であるサアダでサウジアラビアによるワッハーブ派の教育活動が盛んにおこなわれた際、それに対抗してフセイン・バドルッディーン・フーシがザイド派の復興運動を始めたことをきっかけに誕生した。活動内容としては、誕生から2000年代初めまではバドルッディーンによる教育活動やその息子フセイン・フースィーの議員活動、反サラフィー主義・反サウジアラビアの演説が中心であった。1990年前後には北イエメン政府がこの演説を支援していた、という説が一定の信憑性を有している。これは当時南北イエメンの統一プロセスが進んでおり、サウジアラビアによるワッハーブ派の教育活動はその妨害工作の一端であった、という考えによる。サウジアラビアによる妨害を排除し、イエメン統一を推進するために、北イエメン政府がフースィーらザイド派のウラマーを支援した、という構図のようだ。
しかし、支援の有無はともかく、少なくとも同じ方向を向いていたイエメン政府とアンサール・アッラーの関係は、2003年のイラク戦争前後から悪化した。フセインの演説に反米要素が含まれるようになり、フセインやその支持者たちが「アメリカに死を、イスラエルに死を」というスローガンを用い始めたことがそのきっかけと考えられる。第一節で述べたように2001年以降アメリカの「テロとの戦い」に協力していたサーレハ政権にとって、フセインの反米活動はきわめて不都合であった。2004年、フセインの支持者たちがサナアのモスクで「アメリカに死を、イスラエルに死を」と叫びだして警察に拘束されると、サーレハ大統領は異母弟のアリー・ムフシンが指揮する第一機甲旅団にフセインの拘束を命じた。しかしこの部隊が拘束に向かった際、フセインの支持者たちと銃撃戦になり、双方に多数の死者を出した。当時この事件はサアダ事件と呼ばれ、以降フセインの支持者たちはフースィー派という反体制勢力として認識されるようになった。この事件を皮切りに2010年までに六回にわたり大規模な軍事衝突が発生した。2007年以降は周辺のハッジャ県、アムラーン県、ジャウフ県からハーシド部族連合の民兵が政府軍側として戦闘に参加し、2009年にはサウジアラビアがフースィー派に激しい空爆を行ったが、フースィー派は依然として勢力を保ち続けた。

#### アル＝カーイダ系組織
2004年にサウジアラビアで設立されたアラビア半島のアル＝カーイダ（AQAPとは別組織）が2007年に設立されたイエメンのアル＝カーイダ（AQY）に合流し、AQAP（これらの組織を以下まとめてアル＝カーイダ系組織と表記）が設立されたのは2009年のことであるが、その構成員たちは設立前の1990年代後半からイエメンで活動を行っていた。彼らは2000年のアデン港における米艦コール襲撃事件や2008年の米大使館に対する自爆テロ事件、2009年のデルタ航空機爆破テロ未遂事件などを実行したとされる。サーレハ政権は2001年以降アメリカの「テロとの戦い」に協力する姿勢をとっており、イエメン国内での米軍ドローンによるアル＝カーイダ構成員の殺害を許可する見返りとして、経済援助や米軍によるイエメン軍特殊部隊の育成を受けた。その一方で、2007年にコール襲撃事件の容疑者を釈放、2011年には約70名のアル＝カーイダ構成員容疑者をサナアの刑務所から釈放するなど、アル＝カーイダ系組織を徹底的に弾圧しているわけではないようにも見受けられる。「批評家によると、サーレハ大統領は西側諸国から援助を集めるために、しばしばアル＝カーイダ系組織の脅威を誇張していたようだ」と伝える新聞記事もあることから、サーレハ政権はアル＝カーイダ系組織を資金集めの道具として利用していた可能性もあると考えられる。アル＝カーイダ系組織は内陸部の砂漠地帯、山岳地帯に散在しており、掃討作戦の効果が上がっていなかったため、2012年にサーレハ政権が終わるまで依然として勢力を保っていた。

#### 南部分離運動
南部分離運動は、2006年にイエメン南部のラヒジュ県で退役した軍人・治安部隊・公務員の連合が設立されたことから始まった。この連合の主な構成員は、1994年の内戦終結後、南部の各州で解雇された軍人、治安部隊隊員、公務員である。政府は86,000人以上の規模で行われたこの解雇を定年退職だとしているが、実際は彼らの政府への忠誠を疑い、治安上のリスクとみなした政府による政治的な処分だとされる。また、退職後に給付されていた年金は物価の上昇が考慮されておらず、給付自体も滞りがちであった。この状況が解雇時から続く政府への不信・不満を増大させ、上記の連合が運動を起こす原因となった。運動の当初の要求は補償金、解雇前の役職への復職、もしくは十分な額の給与であり、その主張は体制の打倒を目指すものではなかったため、一貫して平和的な方法で行われた。
この運動に対し、サーレハ政権は武力で鎮圧しようとし、運動が始まってからの数年間で数百名の死傷者が発生した。政府のこの対応が、南部分離運動を単なる経済的な権利の要求からより幅広い政治的な要求を主張するものへと変化させ、運動内の分離主義者を増加させ、運動への支持を高め、明白に南部の分離を要求する運動に変えたと言われている。2010年までにはラヘジュ県や隣接するダーリウ県、そしてアデン県において、頻繁に定期的なデモを起こすようになった。

### 2011年の抗議デモへの対応
2011年にチュニジアで始まり、アラブ諸国に広がった「アラブの春」はイエメンにも2011年イエメン騒乱として波及した。同年1月にデモがサナアで始まると、サーレハ大統領は治安部隊によってデモを取り締まりつつ、次期大統領選への不出馬や世襲の否定を表明するなど、硬軟織り交ぜた対応で応じた。
しかし2月にエジプトでムバーラク政権が倒れたことを受けて抗議デモが拡大・本格化すると、サーレハ政権の武力による制圧行動も激化した。3月には治安部隊がデモ隊に発砲し、50人以上の死者が発生したことを受け、人権相と環境相がデモの鎮圧に抗議して辞任、サーレハ大統領の異母弟で第一機甲師団の司令官であるアリー・ムフシンが部隊ごと離反するなど、政権内にも綻びが見え始めた。
そのような状況下の5月下旬、サーレハ大統領は湾岸協力会議（GCC）の主導する仲介案に署名し、副大統領への権限移譲に同意する姿勢を見せた。しかし土壇場で署名を拒否し、反政府デモを一層拡大させる結果を招いた。6月には何者かによる大統領府爆破事件で重傷を負い、サウジアラビアで治療を受けるため出国した。
9月には治療を終えて帰国するが、反政府デモが続く状況に対して何ら新しい打開案を示すことはなかった。政権交代の道筋が見えないまま、デモの弾圧により死傷者が増え続けている状況に業を煮やした国連は、サーレハ政権に対して、デモの弾圧を人権侵害として強く非難し、GCCの仲介案への署名を促す決議を全会一致で採決した。その後も反政府デモは収まらず、政府側の治安部隊と離反勢力の衝突も続く中、11月にサーレハ大統領はサウジアラビアを訪れ、ようやく仲介案に署名した。

## 外交政策

### 湾岸危機
サーレハ政権は1990年の湾岸戦争の際、「中立の立場を守り、武力ではなく話し合いによる平和的な解決を求める」という姿勢をとり、当時非常任理事国であった国連安保理においてイラクに対する決議採択で棄権や反対を繰り返した。しかしながらこの姿勢は親クウェート・反イラクの立場が圧倒的多数を占める国際社会の中では「親イラク姿勢」とみなされ、欧米諸国・アラブ諸国の双方から非難を浴びた。国際社会での孤立は欧米諸国・アラブ諸国からの経済援助の削減や打ち切りを招き、海外からの援助に頼ってきたイエメンの経済を著しく悪化させた。さらに隣国のサウジアラビアはイエメンからの出稼ぎ労働者の追放措置を実施し、推定120万人のイエメン人が帰国をやむなくされた。これら国際社会の対応により、イエメン国内は政情不安に陥った。

### 「テロとの戦い」
サーレハ政権は2001年のアメリカ同時多発テロ事件後には、アメリカ合衆国が進める「テロとの戦い」に協調する姿勢をとった。同年11月にはサーレハ大統領が訪米し、ジョージ・W・ブッシュ大統領との会談で「テロとの戦い」への支持を表明、アメリカからテロ対策の資金援助と対テロ部隊訓練のための軍事顧問団派遣を受けた。2007年にはワシントンD.C.へ公式訪問を行い、イエメン国内における米軍ドローンによるアル＝カーイダ系組織の殺害を許可する見返りとして数千万ドル規模の経済援助を獲得した。これらの姿勢はプライドや国内からの反発よりも、経済復興を優先した結果であると考えられている。

### 「アラブの春」
イエメンでは2011年に大規模な反政府デモが発生した。同年2月にデモが拡大、3月に政権内から離反者が続出すると、事態は政権の制御がきかない事態に陥った。同時期にアル＝カーイダ系組織が旧南イエメン地域で規模を拡大していたこともあり、4月下旬にサーレハ大統領はGCC（湾岸協力会議）に仲介を依頼し、それに応じてGCCはサーレハ大統領の退陣に関する合意文書を作成した。その内容は挙国一致内閣の成立から30日以内の大統領辞任とハーディー副大統領への権限移譲、60日以内の大統領選挙の実施、サーレハ大統領とその親族への訴追免除などであった。政府と野党勢力はこの調停案に合意したが、サーレハ大統領自身は4月末から5月下旬の三度にわたり調停案への署名を拒否した。この度重なる拒否には、GCCと調停案を作成することによって自身の退陣に道筋をつける姿勢をイエメン内外にアピールしつつ、政権の延命を模索する時間を稼ぐ意図があったと言われている。しかし結局サーレハ大統領は反政府デモに対して効果的な方策をとることはできず、同年11月にリヤドにて調停案に署名し、大統領を退くことが決まった。

## 経済政策

### 海外からの経済援助
イエメンへの海外からの経済援助の始まりは、南北イエメン統一以前の1970年代にさかのぼる。第一次石油危機で石油価格が高騰し、潤沢なオイルマネーを手に入れたサウジアラビアが、外交政策の一環として経済援助を活用し始めたことから、イエメンは多額の経済援助を受けるようになった。1970から80年代の旧北イエメンには明確な経済政策が存在しなかったことや、旧南イエメンにおいて1980年代半ばに指導部内での権力闘争が起き、それと同時にソ連からの援助が削減されたことから、イエメン全土で経済開発は停滞していた。そのような経済状況の中でイエメンの主要な財源は、サウジアラビアを始めとする海外からの経済援助と、後述する出稼ぎの二本柱であった。この状況は南北イエメンが統一しても変わることはなかった。しかし、1990年に湾岸戦争が起きた際イエメンは「親イラク姿勢」をとったことで、サウジアラビアを始めとする諸外国からの経済援助を打ち切られてしまった。湾岸戦争終結後、欧米諸国からの援助は比較的早く復活したもののアラブ諸国、特にGCC諸国からの援助は再開せず、イエメンの経済状況は悪化し、1994年に内戦が起きる一因となった。1994年に内戦が起きた際には、GCC諸国がビード副大統領の率いる「南軍」を実質的に支持したため、サーレハ政権が勝利する形で内戦を終結させた後も、イエメンとGCC諸国との関係は悪化する一方だった。またサーレハ政権は国連安保理や欧米諸国による停戦勧告・決議を無視、もしくは受け入れながらも違反することを繰り返して内戦を終結させたため、アメリカとの関係も悪化し、経済援助を停止された。海外からの経済援助の打ち切りに加えて内戦自体のダメージもあり、イエメン経済は統一以来どん底の状況に陥った。このような流れの中で、内戦終結後のイエメンは世銀・IMFの指導の下で「改革プログラム」を開始する。このプログラムの内容については第二項で記述するが、各種補助金や公務員の削減などを行うものであった。サーレハ政権が世銀・IMFの指導を受け入れた背景には、内戦中にサウジアラビアとの関係が悪化し、内戦後も関係が改善しなかったことがある。サーレハ政権としては、1970～80年代のようにサウジアラビアとGCC諸国からの経済援助に頼りきることができなくなり、新たな援助のドナーとして世銀・IMF、またそれらに連なる欧米諸国を選んだと考えられる。
イエメンが「改革プログラム」を開始したことを受けて、欧米諸国も経済援助を再開し始める。1996年にデン・ハーグで行われた対イエメン援助のドナー国会合において、5億ドルの経済援助が決定された。2000年代に入ると、第三節でも述べたようにサーレハ政権はアメリカの「テロとの戦い」を支持する姿勢を見せ、軍事面・経済面での援助を受けるようになった。
このように、時代によってドナー国は変わりつつも、サーレハ政権は海外からの経済援助を絶えず受け続けてきた。イエメンという国家の主要な収入源が海外からの経済援助と出稼ぎ労働者による送金であることを考えると、いかに経済援助を安定して受け続けるかということは、サーレハ政権の経済政策の中でも最重要課題の一つであったことは間違いない。

### 構造調整プログラム
サーレハ政権がIMFや世銀の指導の下に行った「改革プログラム」の目的は、「現実的経済政策の立案と実施」と「経済のサウジアラビア離れ」の二つであった。

#### 財政赤字の縮小
サーレハ政権は、慢性的な財政赤字を縮小させるために以下の三つの政策を実行した。第一にIMF・世銀の要求に応じ、1994～1995年の時点で年間4億ドルとされていた補助金の削減に踏み切り、水道料金、ガソリン、小麦・砂糖などの基礎食料品、国内線・国際線の航空運賃など幅広い分野に対する補助金をカットした。同時に削減への不満を抑えるため、低所得公務員や軍人の給与引き上げも発表した。
第二にサーレハ政権が着手したのはインフレ対策である。当時年率80%とも言われたインフレを抑えるため、中央銀行に預金金利の引き上げ（3か月の金利を9%から22%へ）を実行させるとともに、建国後初となる国債の発行をおこなった。
第三に公務員・軍人数の削減を実施した。イエメンの1995年予算のうち、歳出の約64%を公務員・軍人・教員の人件費が占めており、これらの人員整理を行うことは急務であった。しかし、1990年の湾岸危機の際にサウジアラビアから推定120万人に及ぶ失業中の出稼ぎ労働者が帰国しており、公務員の削減は元々高かった失業率に拍車をかける恐れがあった。またアデンをはじめとする南部では、南北統一後も政府・公共部門以外の就職先はほとんど存在せず、公務員削減は南部の人々の対サナア感情を一層悪化させる懸念もあった。しかし、南部では86,000人規模で公務員や軍人が解雇され、この解雇は南部分離運動が結成される原因となった。

#### 5ヶ年開発計画
1990年の統一以来政治的・経済的混乱により開発計画は策定されてこなかったが、1995年にサーレハ政権が「改革プログラム」を開始するにあたり、開発計画の策定も進められた。1995年6月に政府は計画を発表し、教育・保健・水利などの社会インフラの供給に重点を置き、農業や建設業、石油・ガス産業、観光業などは国内外からの投資によって発展させていく考えを示した。その概要は、以下七点にまとめることができ、イエメンの財政赤字縮小を求めるIMF・世銀の意向を色濃く受けたものであった。
1. 3年以内のイエメンリヤルの相場変動制への移行
2. 穀物・米・小麦粉などに対する補助金の段階的削減
3. 政府機関が独占している食料供給システムの改革
4. 予算策定・執行の地方分権化
5. 旧南北の司法制度の統一
6. アデンに数多く残る公企業の民営化
7. 1998年に株式市場開設

この5ヶ年開発計画は2001年からは第二次5ヶ年開発計画、2006年から第三次5ヶ年開発計画に引き継がれ、IMF・世銀の支援も継続して行われた。また、国連のミレニアム開発目標に関連して2003年～2005年の期間で「貧困削減戦略文書」を、2006～2010年の期間で「第二次貧困削減戦略文書」をそれぞれ発表した。
これら一連の改革プログラムの成果として、1997年にインフレ率は4.6%に下がり、前年の38.8%から大幅に改善した。しかしその後は年10%前後で推移しており、依然として高い状態が続いた。財政収支額は1999年に黒字に回復したものの、2002年からは再び赤字に戻っている（IMF 2019）。
しかし同時に市民の生活水準は悪化し、貧困層が拡大する結果も招いた。1996年、1998年、2005年には補助金削減に反対するデモや暴動が発生し、特に2005年の暴動では22人が死亡し、500人以上が負傷した。このように市民の反発はあったものの、それがサーレハ大統領の退陣につながることはなく、1997年・2003年の国会選挙、1999年・2006年の大統領選挙で与党であるGPCとサーレハ大統領は圧勝し、サーレハ大統領は2011年まで政権を握り続けた。

#### 天然ガス・石油産業
イエメンは下のグラフの通り、南北統一前の1986年から石油の生産を開始し、翌年から輸出も開始した。主要な輸出品目を持たず海外の労働者からの送金と経済援助が主な外貨獲得の手段であるイエメンにとって、石油の輸出は他国との外交関係に左右されにくい貴重な外貨獲得手段であった。そのため、サーレハ政権は油田開発を進めるべく外国資本に対して開放的な政策をとった。その一例として、1991年に制定された新投資法がある。これは、石油の生産施設が操業を開始してから5年間は所得税を免除、特に投資委員会が認めたものについては10年間所得税を免除することなどを定めたものである。このような政策もあって生産量は年々増加し、生産が本格化した1998年の日量約17万バレルから、2001年には日量約44万バレルに達した。生産量の増加に伴い輸出量も増加し、2000年に日量約35万バレルを記録した。しかし、油田の成熟化、限られた探鉱活動、そしてたびたび起こる生産プラントへの攻撃などが原因となり、2002年以降原油の生産量・輸出量はともに減少していった。サーレハ大統領が権限移譲の意思を固めた2011年には生産量は日量約22万バレルとなっており、1993年とほぼ同じ水準まで落ち込んでいた。また2009年からは天然ガスの輸出も開始しており、2011年には約87億立方メートルの輸出量を記録している。
GDPに占める石油収入の割合は1990年には26%以下であったが、2005年には41%まで上昇した。このように石油収入は国家の歳入のうち大部分を占めていたが、そのほとんどはサーレハ大統領個人の直接の管理下にあり、国家予算に組み込まれることはなかった。

#### 海外への出稼ぎ
イエメンにおいて、海外のイエメン人労働者からの送金は外国からの経済援助、天然ガス・石油産業と並んで重要な外貨獲得手段である。そしてその規模は、外国からの経済援助の総額を大きく上回っている。
イエメン人の海外への出稼ぎが増加したのは1970年代のことだ。当時旧北イエメンでは内戦が終結し、軍隊から戻って仕事を求める若者が大量に発生したが、彼らを受け入れる雇用口は国内には無かった。一方、隣国のサウジアラビアを始めとする産油国は社会インフラの建設・整備を中心とした経済開発が始まっていた。国内には仕事が無いイエメン人と、経済開発を進めたいが肉体労働者の数が足りない湾岸諸国の利害が一致し、大規模なイエメン人の湾岸諸国への出稼ぎが始まったのである。この出稼ぎブームにあたりサウジアラビア政府は、イエメン人労働者に対して、サウジアラビアで働くにあたり必要な雇用証明書の免除を認め、国境周辺に住むイエメン人のパスポート無しでの出入国も許可するなど、様々な特権を与えた。
海外への出稼ぎが増加したことにより、1990年には個人間だけで約15億ドルもの金額が海外からイエメンに送金された（World Bank 2019）。これは同年のGDP比で約26%に上る数字である。しかし、第三節でも述べたように翌年の湾岸危機の際、サウジアラビアを中心とする湾岸諸国は国内で働いていたイエメン人を追放し、サウジアラビアは与えていた特権も取り消したため、海外のイエメン人労働者数と海外からの送金額は激減した。それでもなお1991年の送金額は約10億ドルに上り、GDP比で17%を占めている（World Bank 2019）。その後の送金額は小幅ながら増加していき、2010年には1990年を超える額まで回復した。
イエメン政府が政策としてこの海外への出稼ぎに何らかの支援をしている様子は見受けられなかった。むしろ、政府が国内に十分な雇用の需要を創出できなかったことにより、海外への出稼ぎと海外からの送金額がここまで大きくなったといえるのではないだろうか。また、政府が関わらないからこそ、15億ドルもの金額がサーレハ大統領の管理下に置かれることなくイエメン国民の手に直接届くのである。「海外への出稼ぎは何世紀にもわたってイエメンの文化と経済に不可欠な要素であり続け、国外からの送金によって、イエメン人はイエメンで暮らし続けることができている」と言われている。

### 日本語文献
- 「「イエメンの春」と湾岸協力会議イニシアティブ」『社学研論集』20 pages=63-77、早稲田大学大学院社会科学研究科、2012年9月、ISSN 1348-0790、NAID 120005301004。
- 川嶋淳司「希望と絶望の間(はざま) : 「イエメンの春」から停戦協議まで (特集 イエメン : 忘れ去られた「アラブの春」の落とし子)」『アジ研ワールド・トレンド』第248巻、日本貿易振興機構アジア経済研究所、2016年1月、8-11頁、ISSN 1341-3406、NAID 120006941759。
- 佐藤寛「第I部 1994年イエメン内戦 第1章 内戦後イエメンの経済・社会状況」『イエメン内戦―その背景と今後の展望―』第6号、アジア経済研究所、1995年、[6]-13。
- 佐藤寛「進展するイエメンの「改革プログラム」 －その目的と背景－」『現代の中東』第20巻、1996年3月、45-64頁、ISSN 09128107、NAID 120000802873。
- 佐藤寛「イエメン--邪魔をしない、という国際社会の役割 (特集 「アラブの春」と中東政治の構造変容)」『アジ研ワールド・トレンド』第196号、日本貿易振興機構アジア経済研究所、2012年1月、34-37頁、ISSN 1341-3406、NAID 120006947433。
- 「連邦制という実験の意味 (特集 イエメン : 忘れ去られた「アラブの春」の落とし子)」『アジ研ワールド・トレンド』第22巻第6号、日本貿易振興機構アジア経済研究所、2016年6月、34-37頁、ISSN 13413406。
- 畑中美樹「第1部 労働者送り出しの実態と政策 第7章 中東」『アジアの国際労働移動』研究双書第425号、アジア経済研究所、1992年、163-192頁、ISBN 9784258044252。
- 畑中美樹「第II部 イエメンとサウジアラビア 第3章 サウジアラビアの経済開発とイエメン」『イエメン内戦―その背景と今後の展望―』アジ研トピックリポート第6号、アジア経済研究所、1995年、64-72頁。
- 松本, 弘「内戦後のイエメン情勢とアラビア半島の政治的安定性」『イエメン内戦―その背景と今後の展望―』アジ研トピックリポート第6号、日本貿易振興機構アジア経済研究所、1995年、23-31頁。
- 松本弘「第II部 イエメンとサウジアラビア 第1章 サウジ・イエメン関係とイエメン内戦をめぐる外交状況」『イエメン内戦―その背景と今後の展望―』アジ研トピックリポート第6号、アジア経済研究所、1995年、[34]-50。
- 松本弘「第Ⅱ部 国家と社会 第6章 イエメン社会における部族ファクター――不安定要因か、アイデンティティの基盤か――」『中東諸国の社会問題』研究双書第486号、アジア経済研究所、1998年、127-157頁、ISBN 9784258044863。
- 松本弘「イエメン民主化の10年」『現代の中東』第39号、日本貿易振興機構アジア経済研究所、2005年7月、24-39頁、ISSN 09128107、NAID 120006226252。
- 松本弘「第3章 イエメン：政党政治の成立と亀裂」『西・中央アジアにおける亀裂構造と政治体制』研究双書第555号、日本貿易振興機構アジア経済研究所、2006年、95-158頁、ISBN 9784258045556。
- 松本, 弘「イエメンの政治変化と経済変化」（PDF）『湾岸、アラビア諸国における社会変容と国家・政治』、日本貿易振興機構アジア経済研究所、2007年3月、173-201頁。
- 松本, 弘「イエメンの混迷：その背景と特質」『国際問題』605号、2011年、38-47頁。
- 松本弘「イエメンの部族とサラフィスト : ホーシー派伸張の背景 (特集 イエメン : 忘れ去られた「アラブの春」の落とし子)」『アジ研ワールド・トレンド』第248号、日本貿易振興機構アジア経済研究所、2016年1月、4-7頁、ISSN 1341-3406、NAID 120006941758。
- 松本, 弘「イエメン・ホーシー派の展開」『途上国における軍・政治権力・市民社会 : 21世紀の「新しい」政軍関係』、晃洋書房、2016年4月、ISBN 9784771026940。

### 外国語文献
- Lackner, Helen (2018-05-01) (英語). Yemen in Crisis: Autocracy, Neo-Liberalism and the Disintegration of a State. London: Saqi Books. ISBN 978-0863561931

### 新聞・テレビ・通信社、ウェページなどその他
- “危険・スポット・広域情報 - イエメン”. 海外安全ホームページ.  外務省. 2019年12月8日閲覧。